# Sambad Prabhakar
Sambad Prabhakar (également Sangbad Prabhakar ; en bengali : সংবাদ প্রভাকর) est un quotidien bengali fondé par Ishwar Chandra Gupta.
Il est d'abord un hebdomadaire lors de sa création en 1831 puis devient quotidien huit ans plus tard, en 1839. Il s'agit du tout premier quotidien bengali. 
Le Sambad Prabhakar couvrait l'actualité de l'Inde et de l'étranger et exposait ses points de vue sur la religion, la politique, la société et la littérature. Il a eu une influence sur la langue bengali et sur la construction de l'opinion publique qui a conduit à la révolte indigo. 

## Histoire
Le Sambad Prabhakar est fondé comme hebdomadaire par Ishwar Chandra Gupta le 28 janvier 1831 sous le patronage de Yogendramohan Tagore mais à la mort de ce dernier en 1832, il cesse de paraître. 
En 1836, le journal est relancé par Ishwar Chandra Gupta et parait comme trihebdomadaire le 10 août 1836. La famille Tagore prête à nouveau main-forte au journal. Le Sambad Prabhakar devient le premier quotidien en langue bengali le 14 juin 1839. 
Le journal cesse sa parution au début du XXe siècle.

## Contributeurs
- Kangal Harinath (en)
- Bankim Chandra Chattopadhyay
- Radhakanta Deb (en)